# Конвой SO-604
Конвой SO-604 — японський конвой часів Другої світової війни, проведення якого відбувалось у серпні 1943 року.
Місцем призначення конвою був Рабаул — головна база японців у архіпелазі Бісмарка, з якої вони провадили операції на Соломонових островах та сході Нової Гвінеї. Вихідним пунктом при цьому став важливий транспортний хаб японців Палау в західній частині Каролінських островів.
До складу конвою увійшли транспорти «Уме-Мару», «Тайшо-Мару», «Сорачі-Мару» та «Такомар-Мару», а ескорт забезпечували мисливці за підводними човнами CH-38 та CH-39.
16 серпня 1943 року судна вийшли з Палау та попрямували на південний схід, а 23 серпня прибули до Рабаула.
Невдовзі на додачу до підводних човнів на комунікаціях архіпелагу Бісмарка почне діяти авіація союзників, і проведення конвоїв стане значно ризикованішим.